# Liste der Kreisstraßen im Landkreis Oberhavel
Die Liste der Kreisstraßen im Landkreis Oberhavel ist eine Auflistung der Kreisstraßen im brandenburgischen Landkreis Oberhavel.

## Abkürzungen
- K: Kreisstraße
- L: Landesstraße

## Liste
Die Kreisstraßen behalten die ihnen zugewiesene Nummer nicht bei einem Wechsel in einen anderen Landkreis oder in eine kreisfreie Stadt. Nicht vorhandene bzw. nicht nachgewiesene Kreisstraßen werden in Kursivdruck gekennzeichnet, ebenso Straßen und Straßenabschnitte, die unabhängig vom Grund (Herabstufung zu einer Gemeindestraße oder Höherstufung) keine Kreisstraßen mehr sind.
Der Straßenverlauf wird in der Regel von Nord nach Süd und von West nach Ost angegeben.
| Nr.    | Verlauf |
| ------ | --- |
| K 6501 | in Glienicke/Nordbahn – in Schildow |
| K 6503 | L 211 – L 21 – Zühlsdorf – Lubowsee – Kreisgrenze – (K 6004 im Landkreis Barnim) |
| K 6504 | L 211 in Oranienburg – Borgsdorf – L 20 |
| K 6505 | (K 6301 im Landkreis Havelland) – Kreisgrenze – L 20 in Bötzow |
| K 6506 | L 17 in Vehlefanz – Bärenklau – L 172 |
| K 6509 | – Grüneberg – Liebenberg |
| K 6512 | in Grieben – Kreisgrenze – (K 6829 im Landkreis Ostprignitz-Ruppin) – Kreisgrenze – Glambeck – Großmutz – – Gutengermendorf – Klewesche Häuser – Häsen – K 6518 – Bergsdorf – Kleinmutz – L 22 in Zehdenick |
| K 6513 | L 214 in Marienthal – Zabelsdorf – K 6514 – Ribbeck bei Zehdenick – Mildenberg – L 22 in Zehdenick |
| K 6514 | in Altlüdersdorf – K 6513 in Zabelsdorf |
| K 6515 | in Dannenwalde – L 214 in Blumenow |
| K 6517 | L 172 – Hohenschöpping – |
| K 6518 | K 6512 in Bergsdorf – in Liebenberg |
| K 6519 | (K 7348 im Landkreis Uckermark) – Kreisgrenze – L 215 |